# Dělnická strana Belgie
Dělnická strana Belgie (nizozemsky Partij van de Arbeid van België, francouzsky Parti du Travail de Belgique, zkráceně PVAD, PTB) je belgická krajně levicová komunistická strana. Vznikla v roce 1979 ze studentského spolku. V 80. letech konkurovala Komunistické straně Belgie, která zanikla v roce 1989. Strana působí po celé Belgii, tedy ve Valonsku i ve Vlámsku.